# Stade Abdoulaye Wade
Het Stade Abdoulaye Wade is een multifunctioneel stadion in Diamniadio, ongeveer 30 kilometer ten zuidwesten Dakar, een plaats in Senegal. Het stadion is vernoemd naar Abdoulaye Wade vanwege de belangrijke rol die hij heeft gespeeld in de maatschappij van Senegal.
Bij de bouw van het stadion was het Turkse bedrijf Summa betrokken. De bouw van het stadion begon in 2020. De kosten waren 155 miljard West-Afrikaanse francs. In de omgeving van het stadion zijn tevens een aantal oefenterreinen aangelegd. In het stadion ligt een veld van 105 bij 68 meter. Het stadion werd geopend op 20 februari 2022 in aanwezigheid van onder andere de Senegalese president Macky Sall en de Turkse president Erdoğan. Ook de voorzitter van de FIFA, Gianni Infantino en van de CAF, Patrice Motsepe waren aanwezig.
De openingswedstrijd was een wedstrijd tussen oud-voetballers uit Senegal en voetballers uit andere Afrikaanse landen. De wedstrijd eindigde in 1–1.
Het stadion is gemaakt om voetbal-, rugby-, en atletiekwedstrijden te kunnen organiseren. Zo zal het onder andere de wedstrijden van het Senegalees voetbalelftal huisvesten. De eerste wedstrijd staat gepland voor 29 maart 2022, een kwalificatiewedstrijd tussen Senegal en Egypte. Verder zal dit het gaststadion zijn van de Olympische Jeugdspelen van 2026.